# Isomyia chrysoides
Isomyia chrysoides är en tvåvingeart som först beskrevs av Walker 1856.  Isomyia chrysoides ingår i släktet Isomyia och familjen Rhiniidae. Inga underarter finns listade i Catalogue of Life.